# Théodore-Paul Gazeau de Vautibault
Théodore-Paul-Ambroise Gazeau de Vautibault, né à Saint-Florent-le-Vieil le 3 juillet 1842 et mort 2 novembre 1902, à Nice, est un historien français. Il est le fils de Charles Victor Adrien GAZEAU (1808-1889) et de Angélique Zélina GILBERT de VAUTIBAULT (1840-1909)

## Biographie
Républicain de conviction, Gazeau de Vautibault écrivit pourtant, entre 1873 et 1885, deux brochures particulièrement documentées sur les conséquences dynastiques du Traité d'Utrecht : L'Héritier légitime de M. le comte de Chambord parut du vivant d'Henri V, tandis que Les Bourbons d'Anjou et d'Orléans fut publiée deux ans après son décès. Ces deux textes, très souvent cités mais jamais réédités depuis 1885, ont été réunis dans un volume sous le titre explicite Contre la Fusion, édité en 2001. On y trouve la solution à une querelle dynastique qui se poursuit jusqu'à nos jours.

## Publications
- Les d’Orléans au tribunal de l’histoire, 7 vol., vol. 1. Les d’Orléans au tribunal de l’histoire (1640-1715) ; vol. 2. Le régent, son fils unique (1674-1723) ; La Régence ; Orléans-Sainte-Geneviève (1703-1752) ; vol. 3, Philippe-Louis d’Orléans, dit le Gros-Philippe (1725-1785) ; Philippe-Égalité (1747-1793) : sa vie avant la Révolution ; vol. 4, Philippe-Égalité (1747-1793) ; Louis-Philippe (1773-1850) : leur vie pendant la Révolution I ; vol. 5, Philippe-Égalité (1747-1793) ; Louis-Philippe (1773-1850) : leur vie pendant la Révolution II ; vol. 6, Philippe-Égalité (1747-1793) ; Louis-Philippe (1773-1850) : leur vie pendant la Révolution III ; vol. 7. Id. IV, Louis-Philippe : sa vie de 1793 à 1830. [1], 1793-1815, Paris, J. Lévy [puis] : A. Dumont [puis] : H. Daragon, 1888-1892.
- Les Complots bonapartistes depuis le 4 septembre 1870, Angers, Béchet, 1874, in-8°.
- Histoire des d’Orléans d’après les documents et mémoires légitimistes et orléanistes, Paris, Paul Ollendorff, 1879, in-12.
- Le Trans-Saharien : chemin de fer d’Alger au Soudan à travers le Sahara, Paris, J. Perois, 1879, 36 p.
- L’Empire et les paysans, Paris, Godet jeune ; Angers, P.-L. Béchet, 1874.
- La France au Soudan, Paris, Challamel, 1882.
- Les Bourbons d’Anjou et d’Orléans, exposé de leurs droits, avec tous les documents à l’appui, Paris, E. Giraud, 1885.
- L’Assemblée de Versailles, son origine, son mandat, ses droits. D’après les documents monarchistes eux-mêmes, Paris, Leroux, 1873.
- Carnot, Tours, E. Arrault, 1889.
- La Fusion. L’héritier légitime de M. le Cte de Chambord. M. le Cte de Chambord, les Bourbons de la 2e branche aînée, ses héritiers légitimes et les princes d’Orléans, Paris, E. Leroux, 1873.
- Les Paysans de Maine-et-Loire, Sarthe, Orne et Mayenne sous l’Empire, Paris, Godet jeune, Angers, P.-L. Béchet, 1874.
- République et prospérité, Paris, P. Libéral, 1874.
- Contre la fusion / Gazeau de Vautibault ; préface Franck Bouscau. Paris : Sicre, avril 2001, 116 p.  (ISBN 2-914352-16-6)